# Línia mortal
Línia mortal (títol original: Flatliners) és una pel·lícula de 1990 protagonitzada per Kiefer Sutherland, Julia Roberts, Kevin Bacon, William Baldwin i Oliver Platt. El film va ser gravat entre octubre de 1989 i gener de 1990,
Va estar dirigida per Joel Schumacher i va ser nominada a l'Oscar a la millor edició de so. Ha estat doblada al català

## Argument
La pel·lícula narra com un grup d'estudiants de medicina decideix portar a terme un experiment que consisteix a dur a un d'ells fins a un estat clínicament mort per a després reanimar-lo i que conte l'experiència. Aquest va ser el primer paper important de Julia Roberts després de Pretty Woman; allí ella va conèixer Sutherland, amb qui quasi es casa després.

## Repartiment
- Kiefer Sutherland com a Nelson Wright
- Julia Roberts com a Rachel Manus
- Kevin Bacon com a Dave Labraccio
- William Baldwin com a Joe Hurley
- Oliver Platt com a Randy Steckle
- Kimberly Scott com a Winnie Hicks
- Joshua Rudoy com a Billy Mahoney
- Benjamin Mouton com a Mr. Manus
- Hope Davis com a Anne Coldren
- Patricia Belcher com a Edna
- Beth Grant com a Housewife

## Al voltant de la pel·lícula
- Va ser la primera pel·lícula emesa a l'espai Klaatu Barada Niktó!, el 17/3/1996